# Trollenhagen
Trollenhagen est une commune rurale allemande de l'arrondissement du Plateau des lacs mecklembourgeois dans le Mecklembourg-Poméranie-Occidentale et le canton de Neverin. Le village faisait partie autrefois du grand-duché de Mecklembourg-Strelitz. Sa population, en diminution, comptait 945 habitants au 31 décembre 2010.

## Municipalité
Outre le village de Trollenhagen, la municipalité comprend les villages de Buchhof, Hellfeld et Podewall.

## Histoire
Le village est mentionné pour la première fois dans des documents officiels en 1308. Une base aérienne militaire (Flughafen Neubrandenburg) est construite en 1933, utilisée jusqu'en 1993. Elle sert aujourd'hui à un usage civil.